# Giovanni Monaldeschi
Giovanni Rinaldo Monaldeschi della Cervara dit aussi Gian Monaldeschi ou le marquis Monaldeschi (1626-1657) est un noble italien, favori de la reine Christine de Suède. Il est mis à mort sur l'ordre de la reine lors de son séjour au château de Fontainebleau.

## Biographie
Né en 1626 à Torre Alfina près d'Acquapendente, dans la province de Viterbe, Giovanni est le fils naturel du marquis Giovanni Rinaldo Monaldeschi della Cervara, premier du nom, et lié à la famille des Monaldeschi.
En 1652, il se rend en Suède, à l'invitation du comte Magnus Gabriel De la Gardie avec lequel il semble apparenté. Le comte est alors le favori de la reine Christine de Suède, mais bientôt, celle-ci le remplace à ses côtés par le jeune Giovanni.
Monaldeschi est ensuite employé à plusieurs missions diplomatiques, dont une en Pologne, en tant qu'envoyé du royaume de Suède, ainsi qu'auprès de divers princes italiens et peut-être du pape. La reine abdique, se convertit au catholicisme, et choisit de s'installer finalement à Rome ; elle emmène Monaldeschi, le nomme grand écuyer et lui confie diverses missions d'ordre diplomatique. Le 8 septembre 1656, la reine est à Paris, s'entretient avec le cardinal Mazarin. En octobre 1657, elle est de nouveau en France, et le cardinal lui permet de s'installer au château de Fontainebleau où elle arrive le 10.
Depuis la fin 1656, Monaldeschi entretenait une relation amoureuse avec une Française restée à ce jour mystérieuse, mais avec laquelle le marquis décide finalement de rompre. Pour se venger, la dame fait parvenir les lettres du marquis à la reine. Celle-ci a de fait noué une nouvelle relation amoureuse en la personne du capitaine de sa garde personnelle, Ludovico Santinelli, comte de Pesaro, danseur, acrobate et frère de l'alchimiste Francesco Maria Santinelli (en), marquis de San Sebastiano (1627-1697), lesquels se révèlent être, d'après les recherches de Bernard Quilliet, « de sombres canailles abusant de la situation ». Se sentant en défaveur au milieu d'intrigues, Monaldeschi se retrouve dans une position très fragile.

### Mise à mort de Monaldeschi
En effet, tout porte à croire que Monaldeschi, souhaitant regagner les faveurs de la reine, tente de salir la réputation de son rival Ludovico Santinelli en faisant croire que celui-ci écrit des lettres diffamantes sur la souveraine. Ludovico parvient à prouver sa bonne foi et la reine, qui possède par ailleurs les fausses lettres de Monaldeschi, décide de faire exécuter celui-ci.

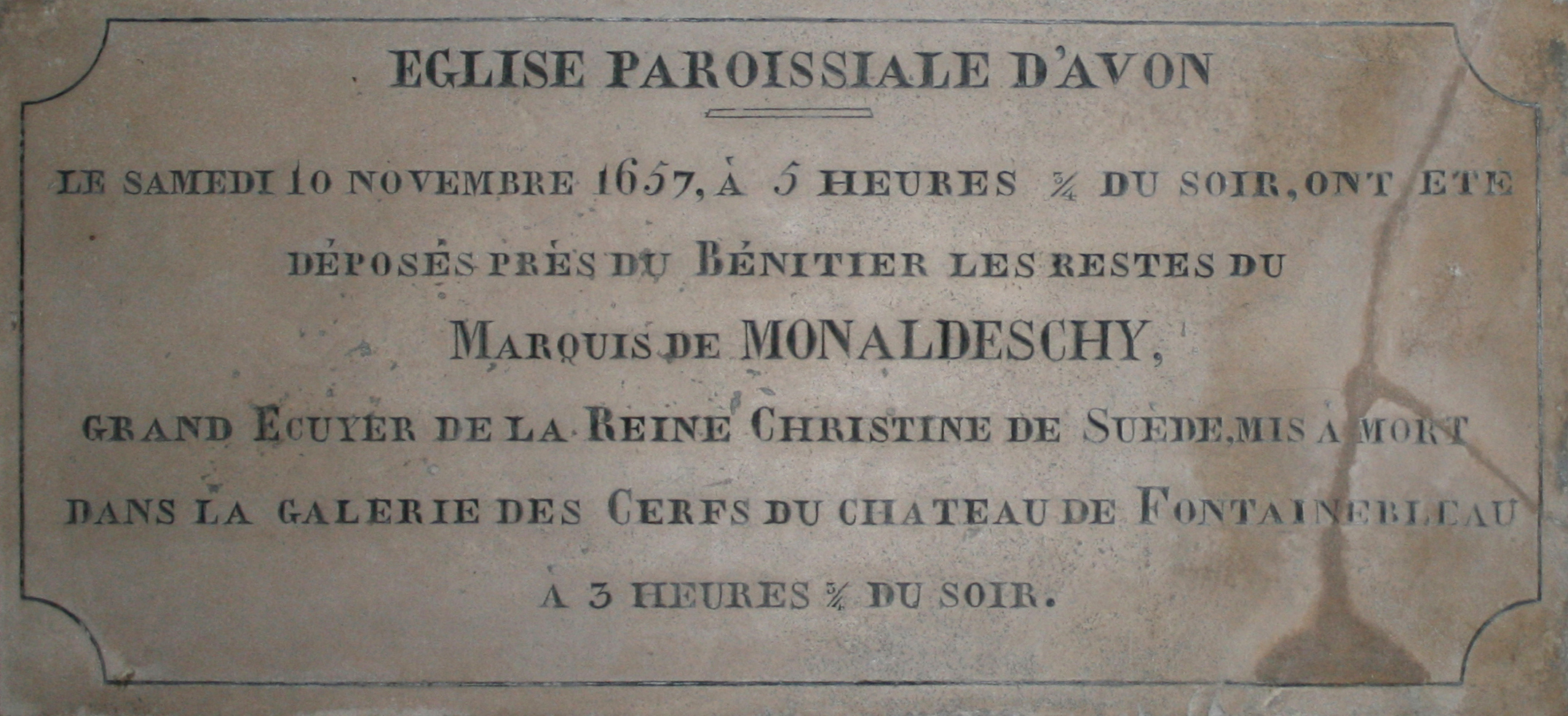
Plaque apposée en l'église Saint-Pierre d'Avon rappelant au souvenir du drame.

Le 10 novembre 1657, entourée de trois de ses gardes, la reine confronte Monaldeschi dans la Galerie des Cerfs du château de Fontainebleau. Elle ne lui laisse aucun choix, lui dit de se préparer à mourir et de confesser ses crimes. L'un des aumoniers de la reine, le père Le Bel, convoqué, tente de raisonner la reine, échoue, puis vient confesser Monaldeschi qui finit par avouer ses fautes ; Le Bel assiste alors à la mise à mort du marquis. C'est par le témoignage de ce prêtre que l'on connaît le déroulement exact des faits. Le marquis reçoit plusieurs coups d'épées et meurt vers trois heures de l'après-midi. Deux heures plus tard, Le Bel le fait enterrer dans l'église Saint-Pierre d'Avon, où une plaque commémorative a depuis été apposée ; il existe également au sol une pierre tombale marquée à son nom. 
Ce meurtre vaut à la reine le surnom de Sémiramis suédoise. Cette affaire embarrasse le jeune Louis XIV et Mazarin, mais la cour ménage l'ex-reine de Suède. Un conseil de Mazarin persuade la reine de renvoyer Santinelli, et de donner une version arrangée des faits : on fait passer Monaldeschi pour un traître à la solde de l'Espagne et son exécution pour un service rendu à la reine par ses gens. Le 24 février 1658, elle est reçue froidement à la cour. Toutefois la cour de France est soulagée de son départ pour l'Italie, sans doute négocié par le biais de l'ambassadeur Pierre Chanut. Le 15 mai 1658 elle est de nouveau à Rome, mais elle a perdu de sa popularité, et le pape refuse de la recevoir. Les esprits du temps ont longuement débattu sur le fait qu'un souverain ayant abdiqué puisse se faire justice chez un souverain étranger. Le philosophe Leibniz a lui-même produit un écrit donnant raison à la souveraine, lui reprochant juste de ne pas « respecter le lieu de son séjour », et de ce fait, c'est justement cela que la cour de France lui reprocha. Les docteurs de la Loi civile se penchèrent aussi sur ce cas et donnèrent raison à la reine, en tant que « souveraine et indépendante, et ayant permission du roi de France de demeurer en ce royaume, on ne pouvait contester les droits de la souveraine sur ses sujets ».

### Le drame en ses représentations

Ouvrage paru en Allemagne en 1685 rendant compte de l'affaire.

Fin novembre 1657, le père Le Bel produit un témoignage écrit qui nous est parvenu. Une édition, en partie fautive, est parue à Cologne en 1662 puis en 1701.
De nombreux ouvrages et images, certains tournés comme des pamphlets anticatholiques, vont circuler en Europe les années qui suivent. La vague romantique s'empare du drame au début du XIXe siècle ; sans compter Christine, ou la mort de Monadelschy, œuvre de jeunesse d'Alexandre Duval, la peintre Adrienne Marie Louise Grandpierre-Deverzy en produit une peinture en 1824, exposée à Fontainebleau, Carl Franz van der Velde en produit un roman avec Christine und ihr Hof (1824), puis Frédéric Soulié avec Christine à Fontainebleau en 1829, et Alexandre Dumas en 1830  avec Christine, ou Stockholm, Fontainebleau et Rome le mettent en scène pour le théâtre français ; ensuite le dramaturge suédois Carl Christian Bagger le porte également sur la scène de Stockholm en 1833 avec Dronning Christine af Sverig och Monaldeschi...